# Hludana

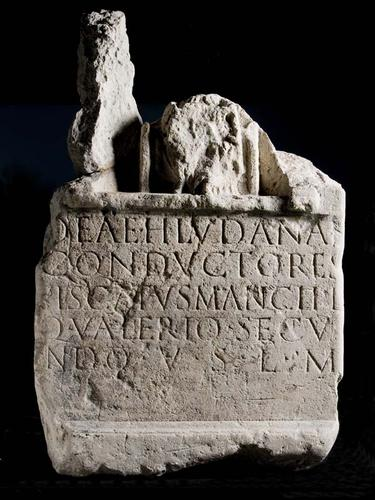
De Hludana-steen (collectie Fries Museum).

Hludane is een godin uit de Romeinse tijd, die genoemd wordt in een inscriptie op de zogenoemde Hludana-steen, gevonden te Beetgum en in vier vergelijkbare inscripties uit het Duitse Rijnland. Hludana geldt als identiek aan de Noordse godin Hlódyn of Jörd.

## Inscripties
Het merendeel van de inscripties komt uit het Nederrijnse gebied van de Romeinse provincie Germania inferior.
- Birten nabij Xanten (CIL XIII 8611)[1]
- Holdoorn nabij Nijmegen (CIL XIII 8723)[2]
- Monterberg nabij Kalkar (CIL XIII 8661)[3]
- Iversheim nabij Münstereifel (CIL XIII 7944)[4]
- Beetgum in Friesland (CIL XIII 8830)[5]